# آنا باتسفورد کامستاک
آنا باتسفورد کامستاک (انگلیسی: Anna Botsford Comstock؛ ۱ سپتامبر ۱۸۵۴ – ۲۴ اوت ۱۹۳۰) یک هنرمند، آموزگار، طبیعت‌گرا، و رهبر جنبش آموزشی مطالعهٔ طبیعت در ایالات متحده آمریکا بود.
او از کودکی به طبیعت علاقه‌مند بود و در مزرعهٔ پدری، به همراه مادرش که یک کوئیکر بود، به مطالعهٔ گل‌های وحشی، پرندگان و درختان می‌پرداخت.
آنا باتسفورد در سال ۱۸۷۸ میلادی و در سن ۲۰ سالگی به دانشگاه کرنل در ایتاکا، نیویورک رفت و طی دوران تحصیل در آنجا، عضو شعبه‌ای از باشگاه دختران «کاپا آلفا تتا» (از دانشگاه دیپاو) بود. او دو سال بعد دانشگاه را ترک کرد و در سن ۲۴ سالگی با جان هنری کامستاک که استاد رشتهٔ حشره‌شناسی در دانشگاه کرنل بود، ازدواج کرد و علاقه‌اش به حشرات و تصویرسازی شعله‌ور شد.
وی در سرتاسر حیات حرفه‌ای‌اش، به تصویرسازی کتاب‌ها، سخنرانی‌ها و جزوات آموزشی همسرش دربارهٔ حشرات ادامه داد. با آنکه هیچگونه آموزش رسمی دربارهٔ نقاشی و طراحی نداشت، اما به مطالعه و بررسی حشرات در زیر میکروسکوپ می‌پرداخت و تصویر آنها را روی کاغذ می‌کشید. طی سال‌های ۱۸۷۹ تا ۱۸۸۱ که همسرش حشره‌شناسِ ارشدِ وزارت کشاورزی ایالات متحده آمریکا بود، او تمامی تصاویر «گزارش حشره‌شناس دربارهٔ آفات مرکبات» همسرش را در سال ۱۸۸۰ رسم کرد. آنا باتسفورد سپس در سال ۱۸۸۵ دوباره به دانشگاه کرنل رفت و مدرک تاریخ طبیعی دریافت داشت. وی همچنین در کالج «کوپر یونیون» در نیویورک در رشتهٔ «حکاکی روی چوب» دوره دید تا بتواند از آن، جهت تصویرسازی برای کتاب همسرش در ۱۸۸۸ به نام «مقدمه‌ای بر حشره‌شناسی» بهره بگیرد. در سال ۱۸۸۸ میلادی، او یکی از نخستین چهار زنی بود که به عضویت انجمن پژوهشی «سیگما کِـسی» در دانشگاه کرنل درآمد.
آنا باتسفورد بیش از ۶۰۰ لوح گِـراور برای چاپ دستی در کتاب‌های «کتابچه راهنما برای مطالعهٔ حشرات» (۱۸۹۵)، «زندگی حشرات» (۱۸۹۷)، «چگونگی شناسایی پروانه‌ها» (۱۹۰۴) حکاکی کرد که اولی توسط همسرش به‌تنهایی، و دو کتاب دیگر با همکاری همسرش و نویسندگانی دیگر نگاشته شده بود.
او خودش نیز چندی کتاب نوشت و تصویرسازی‌های آنها را نیز انجام داد که از آن میان می‌توان به «روش زندگی شش‌پایان» (۱۹۰۳)، «چگونگی نگهداری زنبورها» (۱۹۰۵)، «خودآموز مطالعهٔ طبیعت» (۱۹۱۱)، «کتاب حیوانات خانگی» (۱۹۱۴) و «درختان در اوقات فراغت» (۱۹۱۶) اشاره کرد. او همچنین یک رمان به نام «اعترافات یک صنم خداناشناس» (۱۹۰۶) به رشتهٔ تحریر درآورد. هم همسرش و هم یک باغبان علمی به نام لیبرتی هاید بیلی به او گفتند که چاپ «خودآموز مطالعهٔ طبیعت» اتلاف سرمایه خواهد بود و شکست خواهد خورد، اما این کتاب مبدل به یک کتاب جامع استاندارد برای آموزگاران شد و بعدها به ۸ زبان ترجمه گردید و بیش از بیست بار به چاپ رسید؛ و هنوز هم چاپ می‌شود.
بخش‌هایی از کتاب خودزندگی‌نامه او در سال ۱۹۵۳ میلادی تحت عنوان «کامستاک‌های کورنل: جان هنری کامستاک و آنا باتسفورد کامستاک» منتشر شد.
آنا باتسفورد در سال ۱۹۲۲ از دانشگاه کورنل بازنشسته شد، اما همچنان در ترم‌های تابستانی، به کارِ تدریس ادامه داد. در سال ۱۹۲۳ میلادی، «اتحادیهٔ رای‌دهندگان زن» آمریکا، او و یکی دیگر از همکارانش در دانشگاه کرنل به نامِ مارتا ون رنسلیر را به‌عنوان دو تن از ۱۲ زن برجستهٔ زندهٔ آمریکایی که «بیشترین مشارکت را در حوزهٔ کاری خود جهت بهبود و بهسازی جهان داشته‌اند» ، انتخاب کرد.
آنا باتسفورد در سال ۱۹۳۰ در ایتاکا، نیویورک درگذشت. در سال ۱۸۸۸ میلادی، نام او به‌طور رسمی در فهرست «تالار مشاهیر محافظان طبیعت» در اتحادیه ملی حیات‌وحش ثبت شد.

## نگارخانه

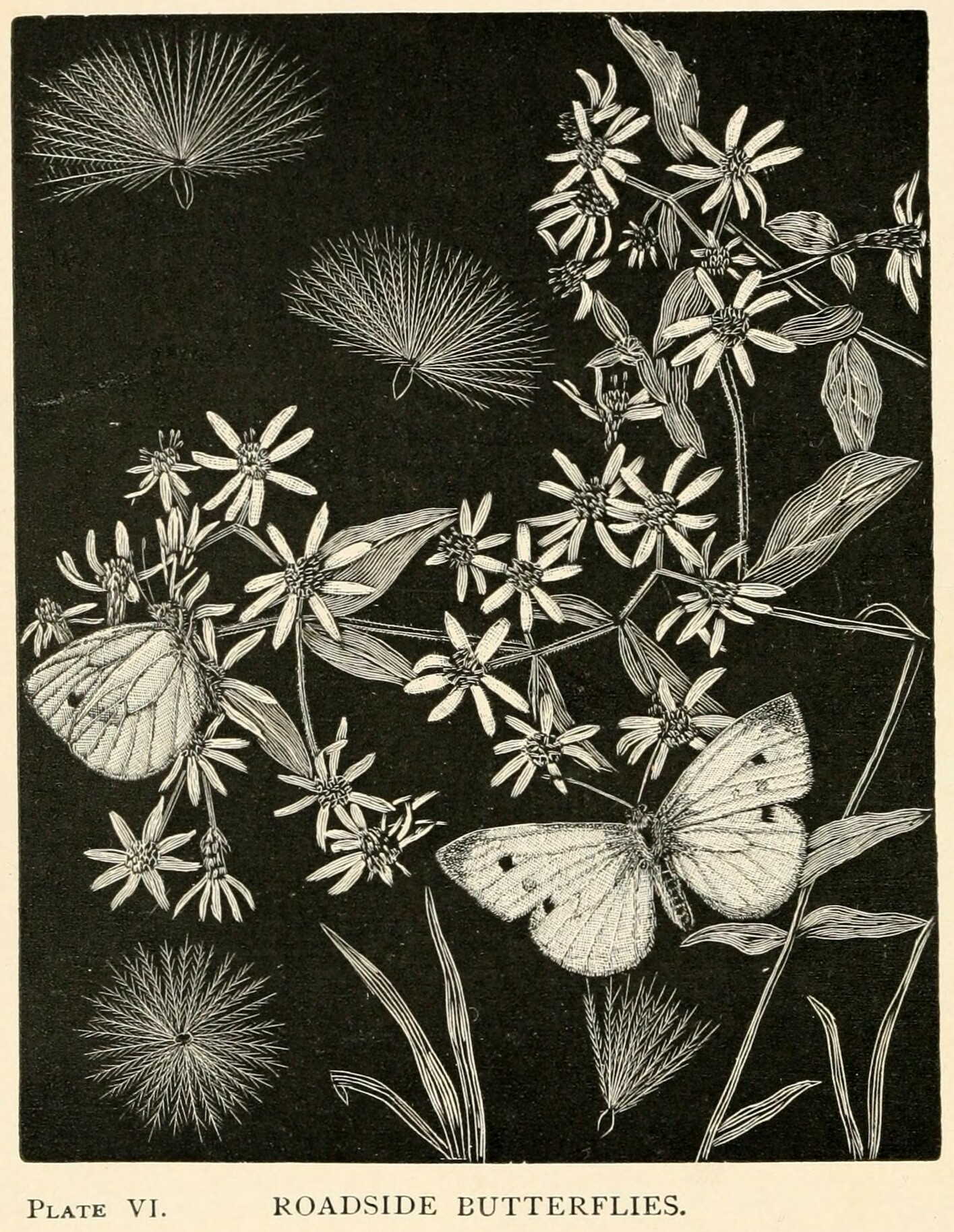
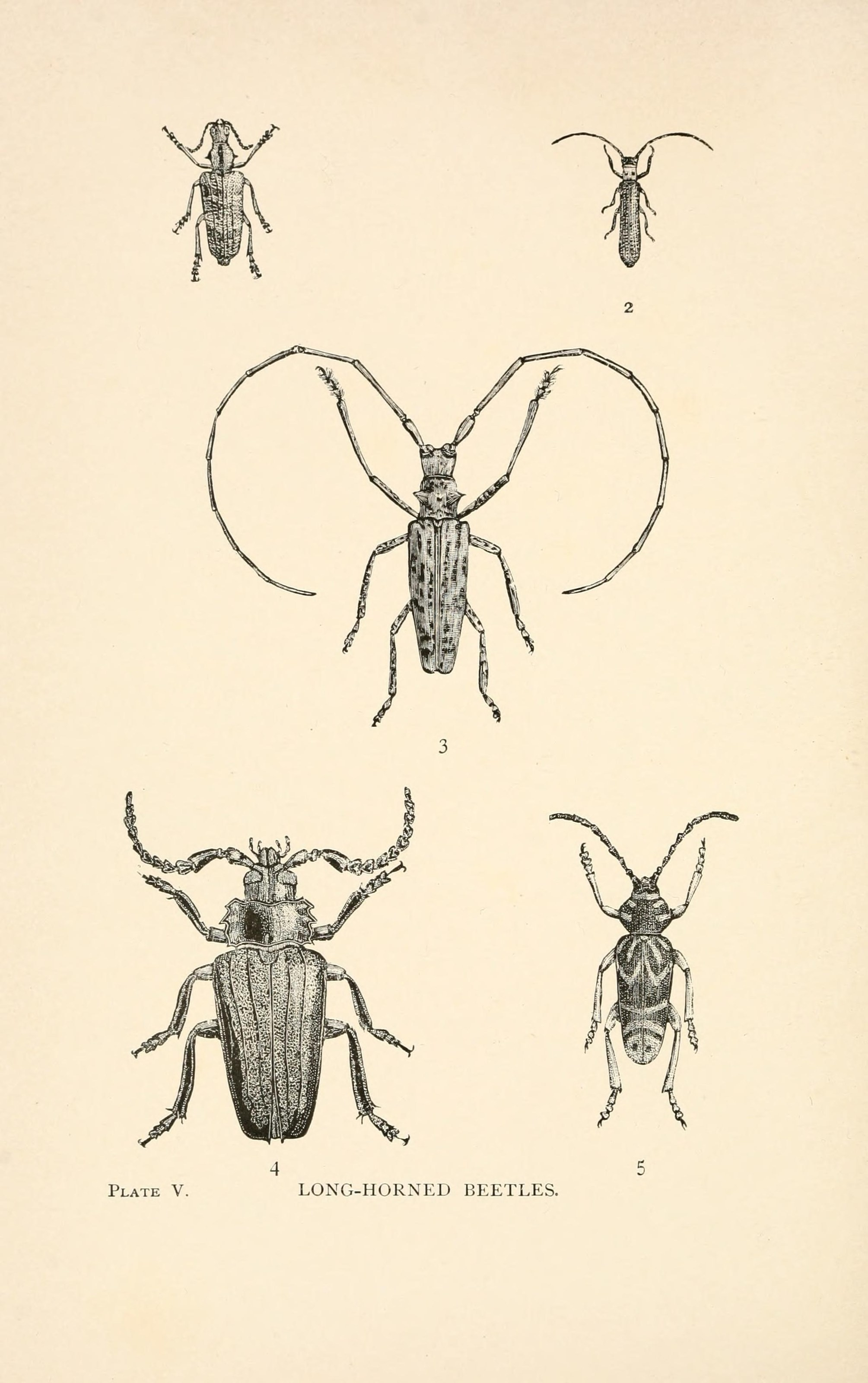
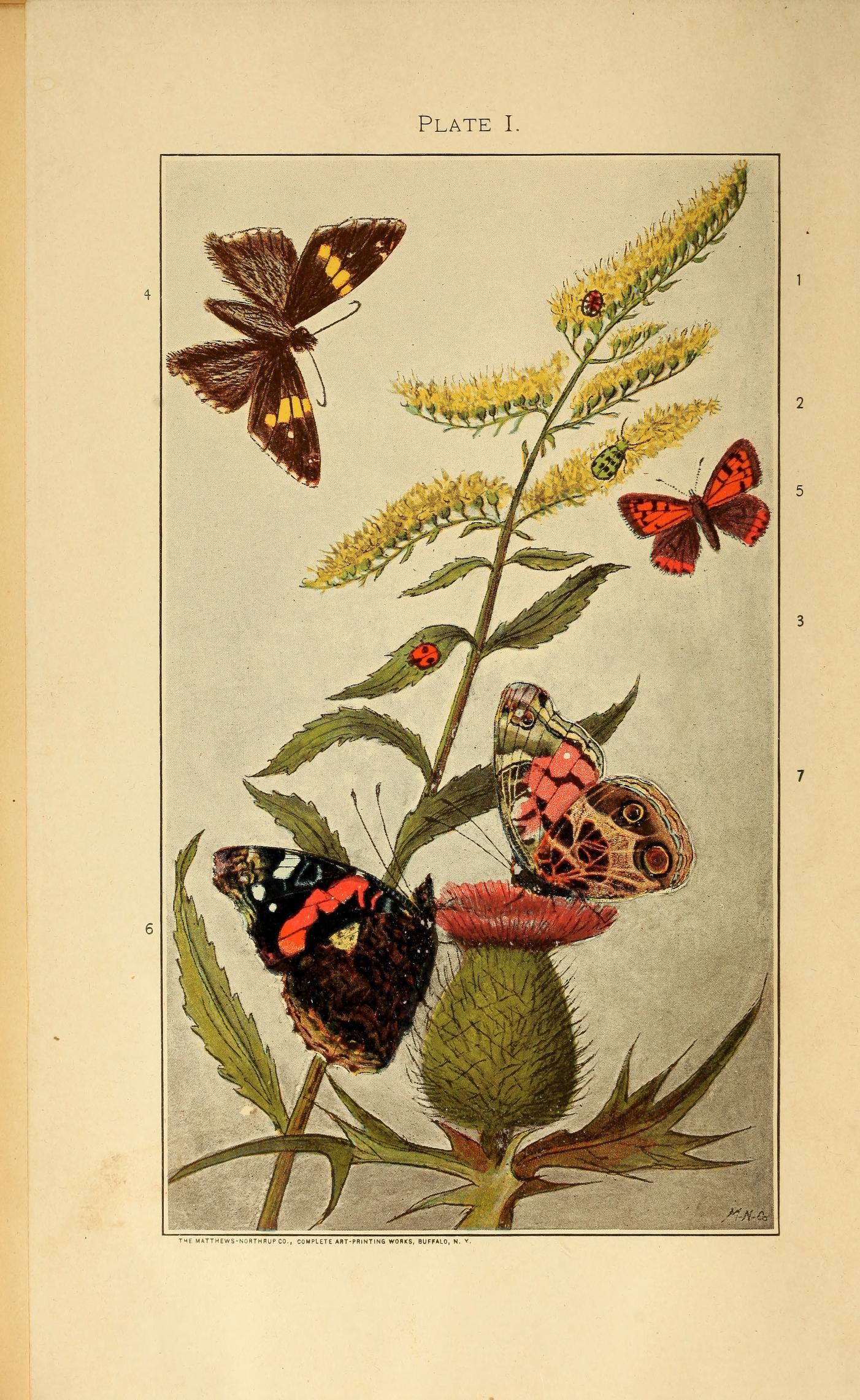
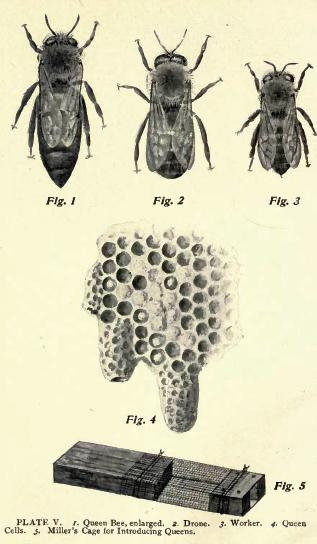
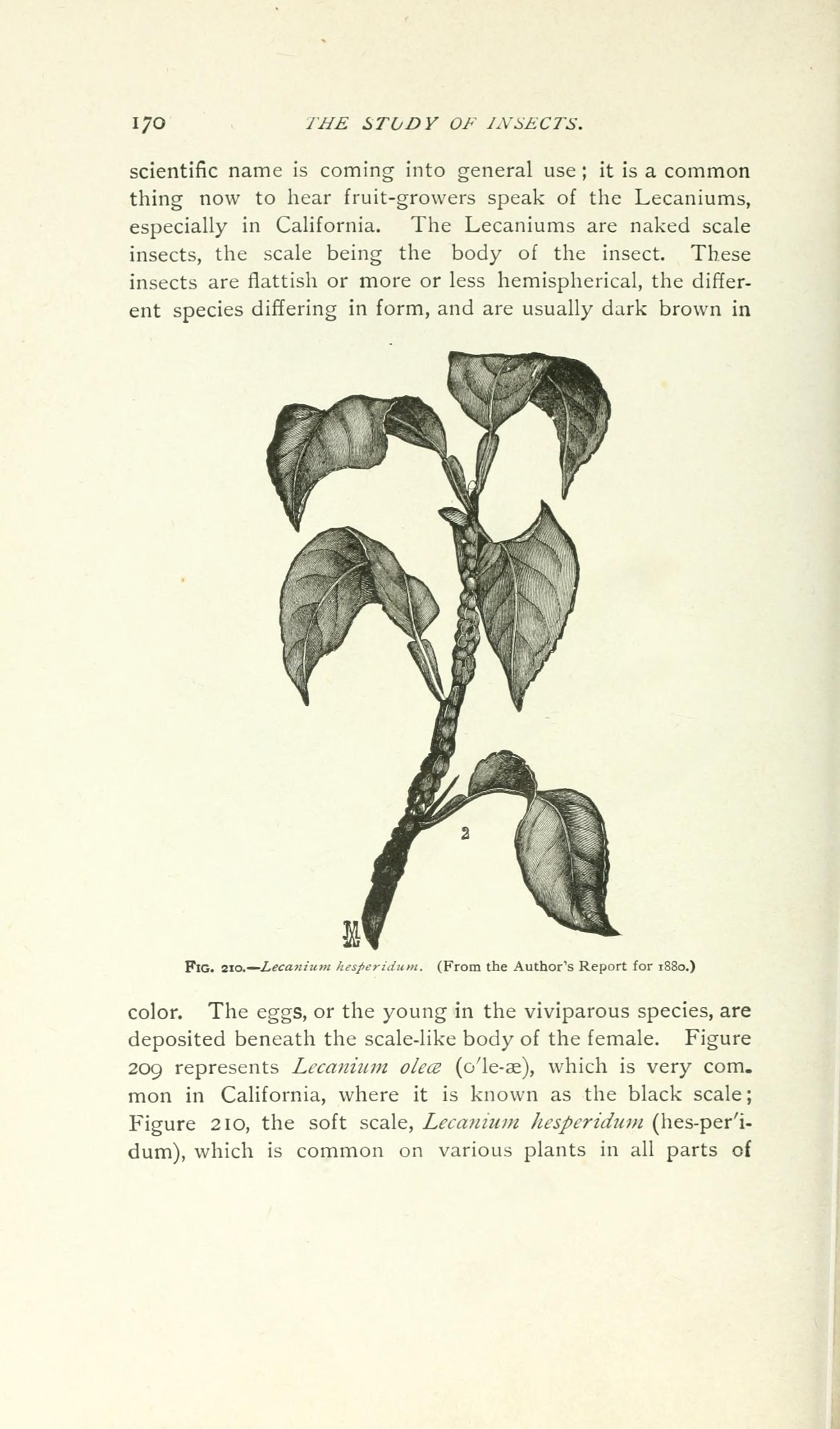
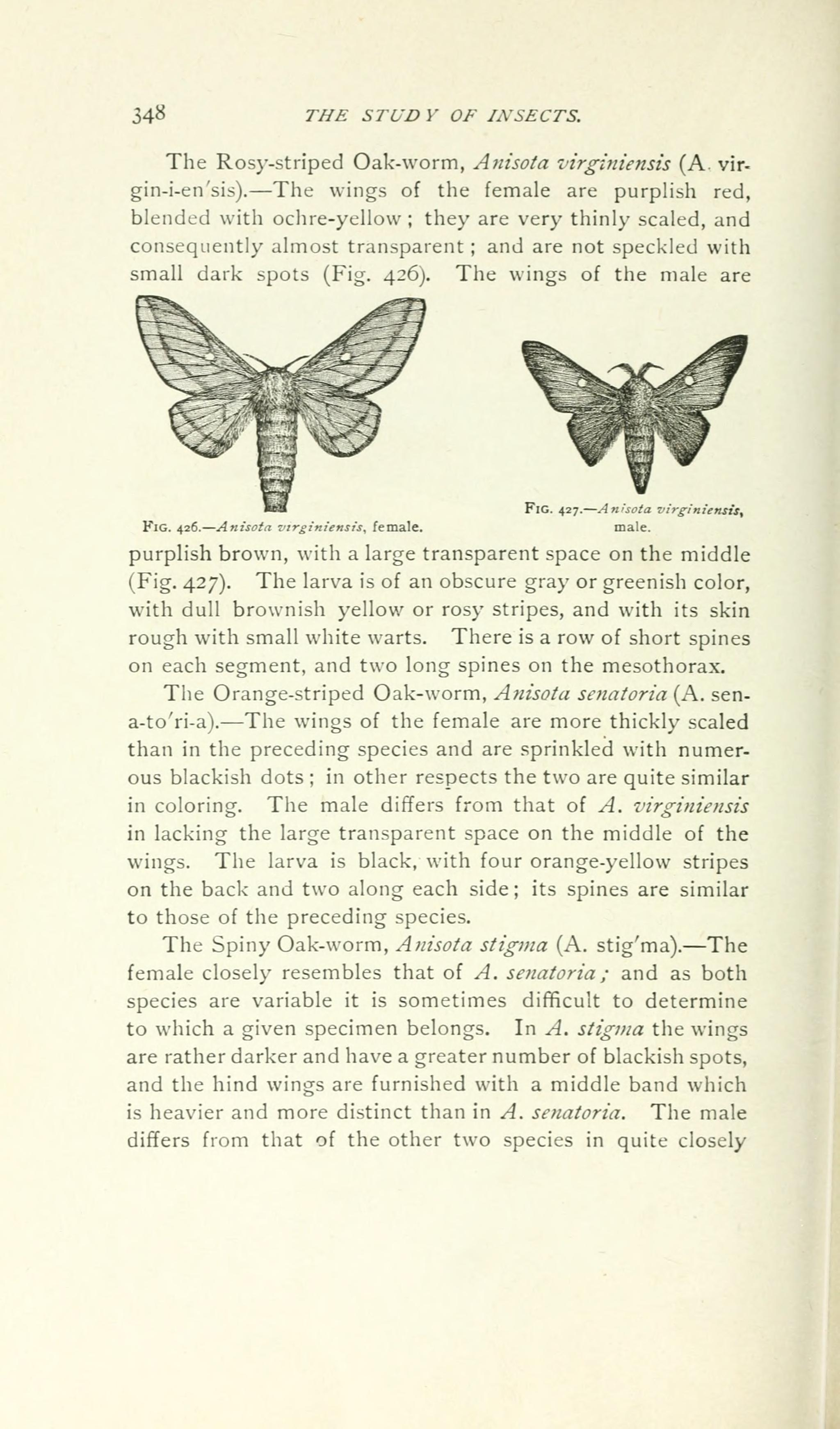
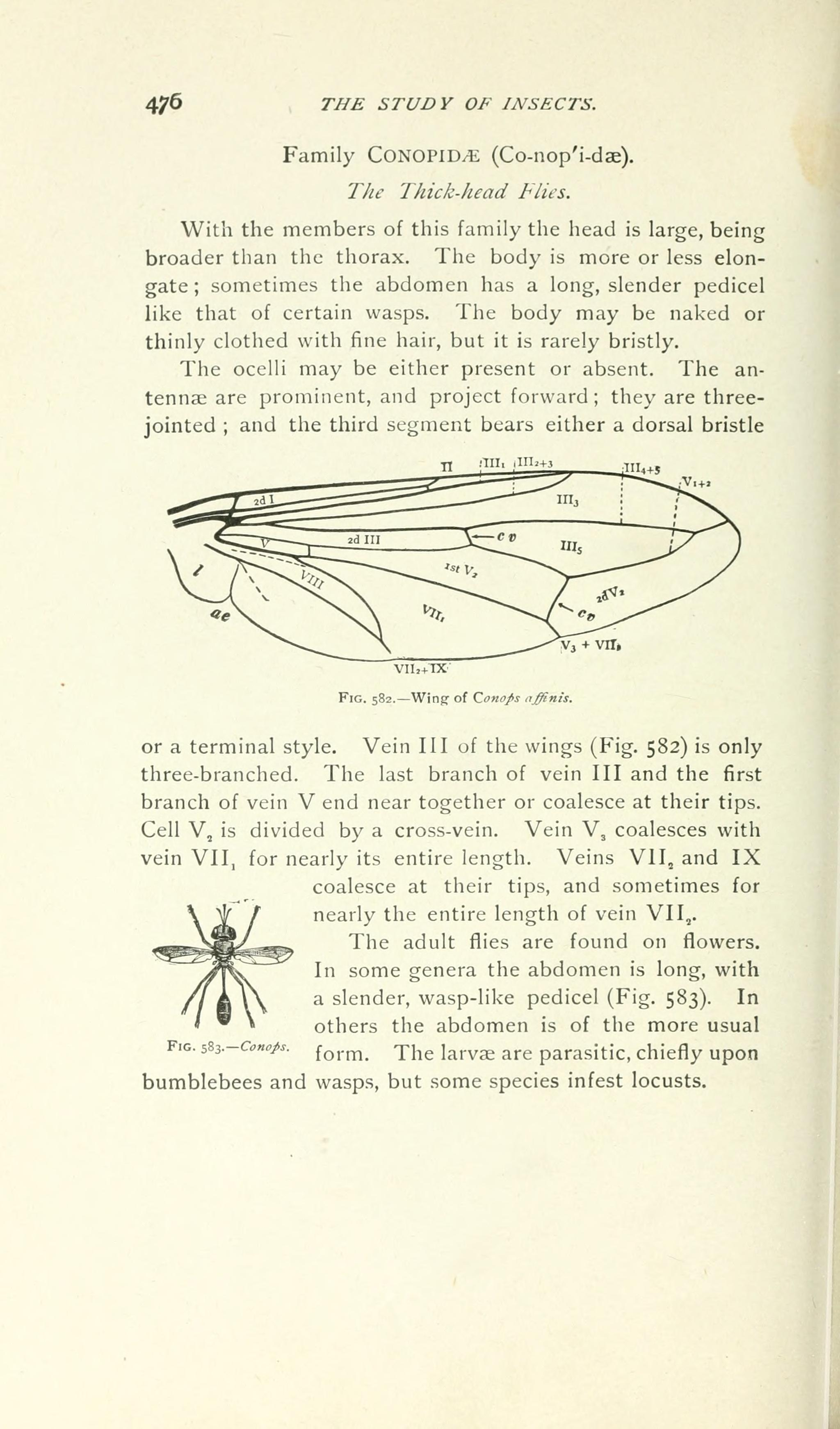
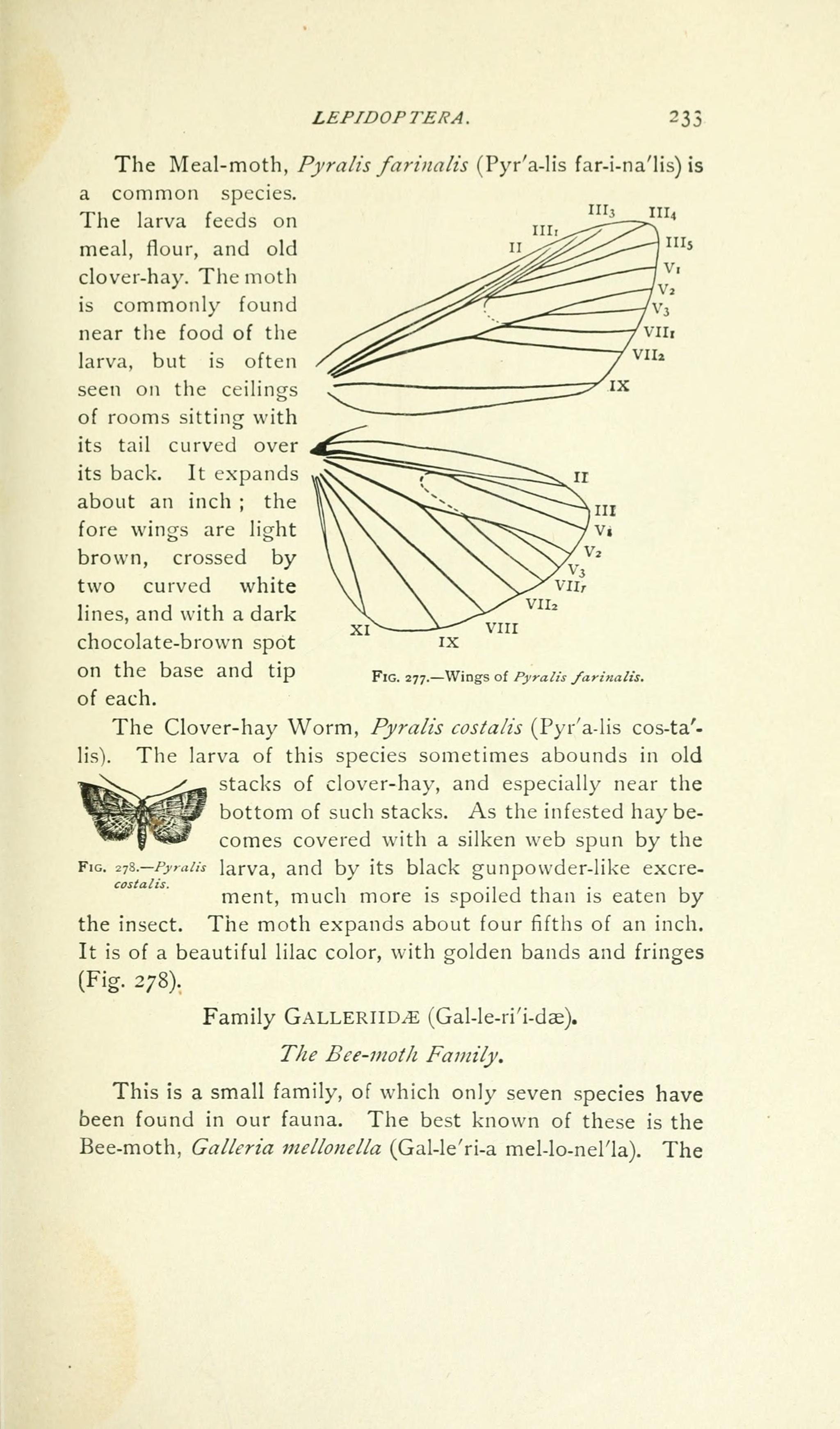
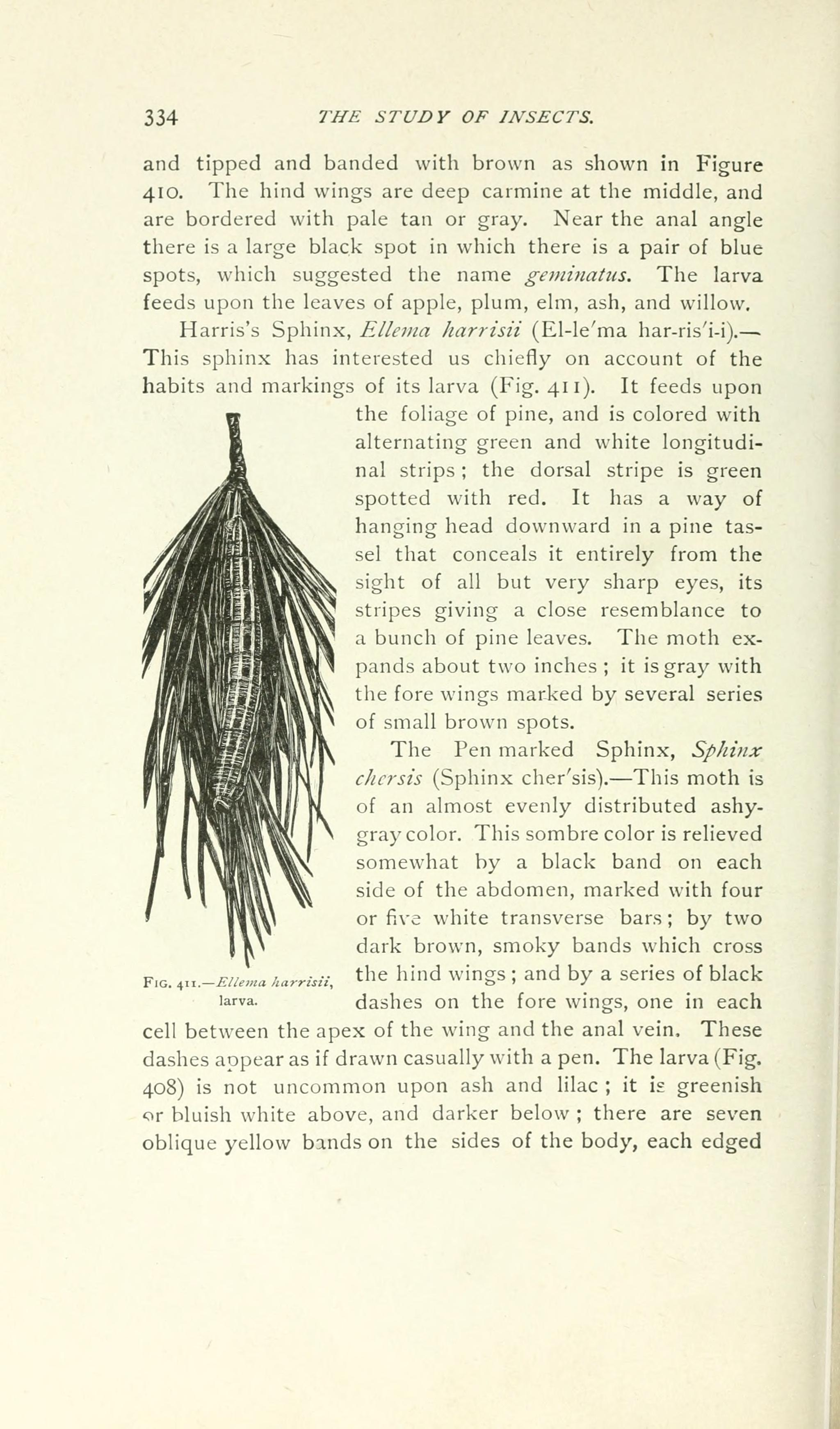
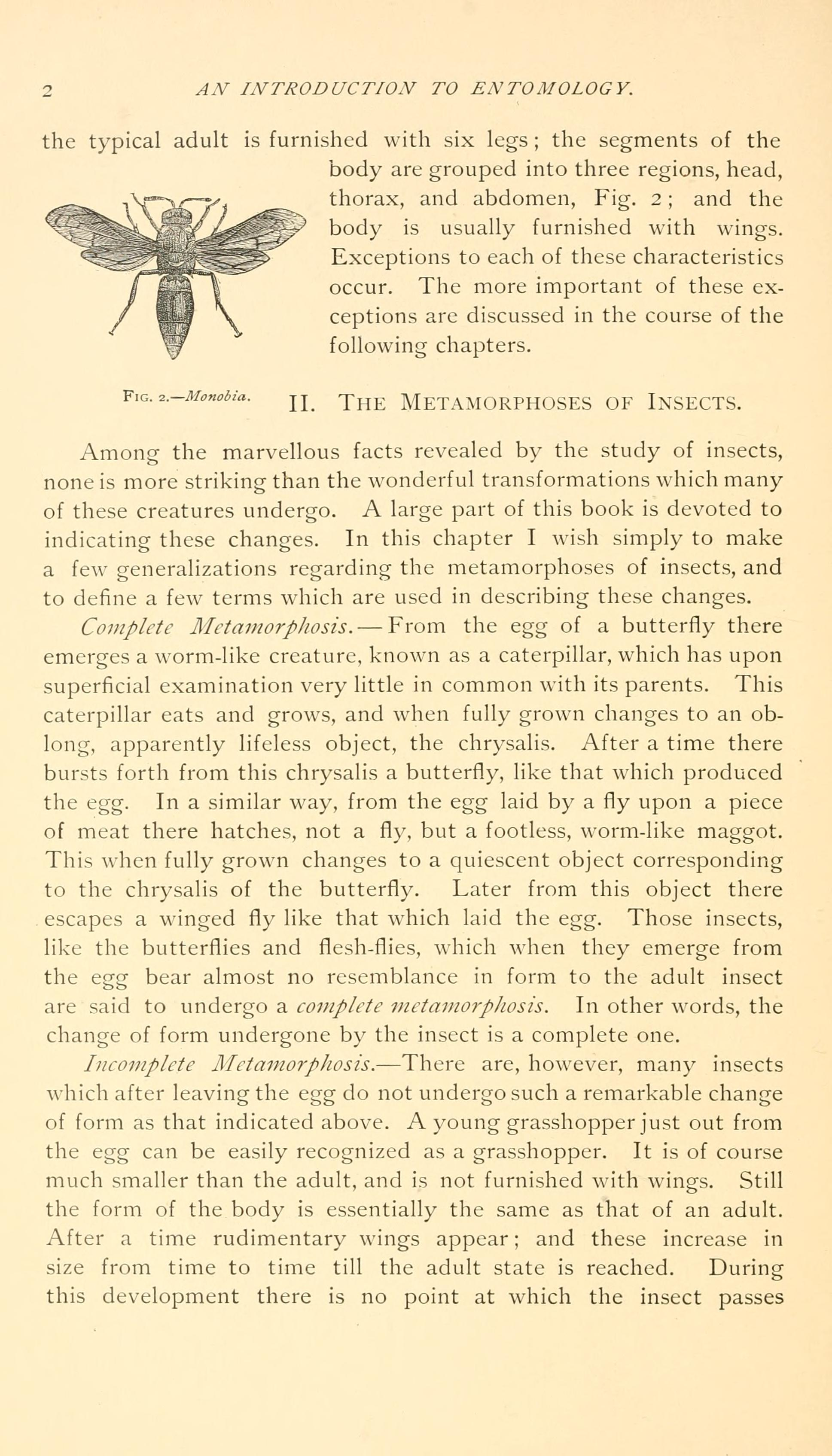
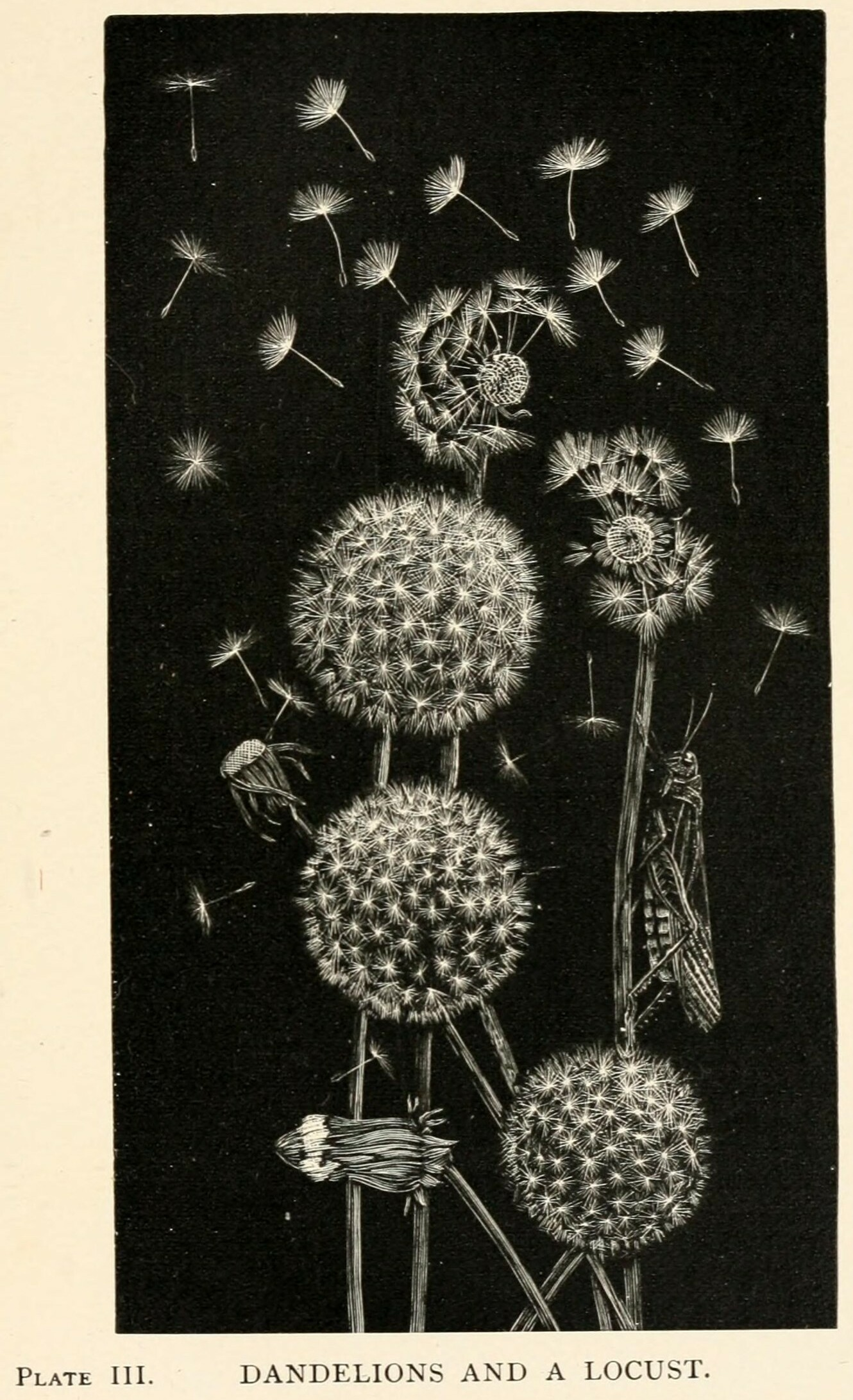